# Duellmanohyla salvavida
Duellmanohyla salvavida é uma espécie de anfíbio da família Hylidae.
É endémica de Honduras.
Os seus habitats naturais são: florestas subtropicais ou tropicais húmidas de baixa altitude, regiões subtropicais ou tropicais húmidas de alta altitude e rios.
Está ameaçada por perda de habitat.